# ماريا لوسيا براندي
ماريا لوسيا براندي (29 نوفمبر 1944 - 7 أكتوبر 2015) أكاديمية وسياسية برازيلية.
ولدت براندي في بوتيريندابا بالبرازيل وحصلت على درجة الماجستير في العلوم الاجتماعية من الجامعة البابوية الكاثوليكية في ساو باولو. عملت كأستاذة للتاريخ وكانت أيضًا مستشارة رابطة معلمي التعليم الرسمي في ولاية ساو باولو.
تم انتخاب براندي عضو مجلس في عام 1992 من قبل حزب العمال. كانت أول امرأة تترأس بلدية سانتوس. بعد ذلك بعامين تم انتخابها كممثلة للدولة. عملت أيضًا كوزيرة للتعليم في إدارة حزب العمال. ثم أعيد انتخابها كممثلة للدولة في أعوام 1998 و2002 و2006.
قادت المعركة من أجل إنشاء منطقة معالجة الصادرات في ميناء سانتوس. عملت براندي أيضًا على تنفيذ حديقة تكنولوجية في المدينة، وتنفيذ سكة حديدية خفيفة في بايكسادا سانتيستا، وعملت على مكافحة العنف ضد المرأة. كما نسقت الجبهة البرلمانية للشيخوخة الصحية.
في عام 2010 حصل براندي على 56.108 أصوات في الانتخابات العامة البرازيلية لعام 2010 لشغل منصب عضوة في الكونجرس (ما يعادل 0.26٪). انتخبت نائبة وأخذت مكان ريكاردو بيرزويني الذي ترك البرلمان في 2014 ليكون وزير للعلاقات المؤسسية.
توفيت بسبب السرطان في ساو باولو في 7 أكتوبر 2015.